# Edward Cakobau
Ratu Sir Edward Tuivanuavou Tugi Cakobau, né le 21 décembre 1908 sur l'île de Bau et mort le 25 juin 1973 à Suva,, est un chef coutumier autochtone, soldat, homme politique et joueur de cricket fidjien. Fils illégitime du roi George Tupou II des Tonga et arrière-petit-fils du roi des Fidji Ratu Seru Epenisa Cakobau, il est vice-Premier ministre des Fidji au moment de sa mort. Il est par ailleurs le père du futur président des Fidji Epeli Nailatikau.
Remarqué pour son sens de l'humour et de l'autodérision, il est perçu comme charmant, amusant, ayant le contact facile avec les personnes ordinaires,.

## Biographie
Son père est George Tupou II, roi des Tonga au moment de sa naissance. Sa mère est Adi Litia Cakobau, fille du chef fidjien Timoci Tavanavanua et petite-fille du premier et unique roi de l'archipel fidjien, Ratu Seru Epenisa Cakobau ; elle est la maîtresse du roi tongien. Edward Cakobau, qui naît sur l'île de Bau dont est originaire sa famille maternelle, est ainsi le demi-frère de Salote Tupou III, reine des Tonga de 1918 à 1965,.
Éduqué à Auckland en Nouvelle-Zélande, il est membre de l'équipe de cricket première-classe de la ville en 1930-1931. Il devient enseignant aux Fidji. En 1935-1936, il est le capitaine de l'équipe nationale fidjienne de cricket (en) qui accueille l'équipe de Nouvelle-Zélande ; batteur, il est le seul Fidjien lors de cette rencontre à atteindre un century. En 1937 il est l'un des représentants des Fidji au couronnement de Georges VI à Londres,.
Il prend part à la Seconde Guerre mondiale au sein des forces militaires fidjiennes déployées pour combattre les Japonais aux îles Salomon. Il est décoré de la Croix militaire. En 1944 il est nommé membre du Conseil législatif des Fidji (en), dont les membres autochtones sont nommés pour représenter l'aristocratie coutumière. Après la guerre, il part au Royaume-Uni suivre une formation en administration coloniale au Wadham College de l'université d'Oxford. En 1948, revenant au Pacifique-Sud durant les vacances dans ses études, il est vice-capitaine de l'équipe nationale fidjienne de cricket qui visite la Nouvelle-Zélande pour affronter les équipes de l'Otago et d'Auckland ; il joue pieds-nus et portant un sulu (en). De retour définitif aux Fidji après sa formation, il travaille dans l'administration au Département des Affaires indigènes, le pays étant une colonie de l'Empire britannique depuis sa cession volontaire à la Couronne britannique par son arrière-grand-père en 1874,.
En réponse à l'insurrection communiste en Malaisie britannique, il réintègre les forces armées et est déployé au combat de 1953 à 1954, devant à terme commandant du bataillon fidjien en Malaisie. Il est alors fait officier de l'ordre de l'Empire britannique,.
Ayant siégé au Conseil législatif comme membre nommé jusqu'en 1966, il y est élu cette année là, représentant le parti de l'Alliance et sans adversaire dans la circonscription autochtone couvrant le centre du pays. Il est ministre du Travail dans le gouvernement mené par Ratu Sir Kamisese Mara et qui mène les Fidji à l'indépendance en 1970. Ratu Edward est fait chevalier commandeur de l'ordre de l'Empire britannique en 1971. Il n'est que le troisième autochtone fidjien à être fait chevalier, après Ratu Lala Sukuna puis Ratu Kamisese Mara. Réélu aux élections législatives de 1972, il est fait vice-Premier ministre dans le gouvernement du Premier ministre Kamisese Mara,,,.
Après une opération à Auckland, il meurt durant sa convalescence à l'hôpital à Suva le 25 juin 1973. Il est inhumé sur l'île de Bau le 29 juin, lors d'une cérémonie riche en rituels coutumiers. Il laisse quatre enfants, tous des fils, dont Ratu Epeli Nailatikau qui sera président de la République de 2009 à 2015.